# Copy Cat
Copy Cat es un corto de animación estadounidense de 1941, de la serie Animated Antics. Fue producido por los estudios Fleischer y distribuido por Paramount Pictures.

## Argumento
Un gatito sigue a un gato adulto emulando todo lo que este hace y enojándolo. Para divertirse, el gato adulto caza un ratón y le incita a imitarlo, con las consiguientes dificultades que ello acarreará al novato gato.

## Realización
Copy Cat es la novena entrega de la serie Animated Antics (bufonadas animadas) y fue estrenada el 18 de julio de 1941.